# Хродоберт
Хродоберт (на латински: Chrodobertus, Crodobertus; на немски: Chrodobert, Crodobert, Chrodebert, * пр. 615, † сл. 639) е през 7 век алемански херцог.
Историкът Фредегар съобщава, че Хродоберт през 631/632 г. участва в поход на франкския крал Дагоберт I против славянския владетел Само.